# Letnie Mistrzostwa Polski w Skokach Narciarskich 1998
3. Letnie Mistrzostwa Polski w Skokach Narciarskich – zawody o mistrzostwo Polski w skokach narciarskich na igelicie, które odbyły się 11 października 1998 roku na Średniej Krokwi w Zakopanem.
W konkursie o mistrzostwo Polski zwyciężył Krystian Długopolski, srebrny medal zdobył Robert Mateja, a brązowy - Łukasz Kruczek.

## Wyniki konkursu
| Miejsce  | Zawodnik             | Klub                | Skok 1 | Skok 2 | Punkty |
| -------- | -------------------- | ------------------- | ------ | ------ | ------ |
| 1. (1.)  | Krystian Długopolski | Start Zakopane      | 91,5   | 90,5   | 248,0  |
| 2. (3.)  | Robert Mateja        | TS Wisła Zakopane   | 89,5   | 84,0   | 234,0  |
| 3. (6.)  | Łukasz Kruczek       | LKS Klimczok Bystra | 87,5   | 84,5   | 223,0  |
| 4. (7.)  | Adam Małysz          | KS Wisła Wisła      | 83,0   | 82,5   | 218,5  |
| 5. (8.)  | Andrzej Młynarczyk   | Start Zakopane      | 82,0   | 83,5   | 211,0  |
| 6. (9.)  | Wojciech Skupień     | WKS Zakopane        | 78,5   | 85,0   | 210,5  |
| 7. (13.) | Marcin Sitarz        | Start Zakopane      | 84,5   | 78,0   | 208,0  |
| 8. (16.) | Marek Gwóźdź         | WKS Zakopane        | 78,5   | 81,5   | 202,5  |

W nawiasach podano miejsce zajęte w zawodach z uwzględnieniem zagranicznych zawodników.
Drugie miejsce w międzynarodowych zawodach zajął Czech Jakub Janda, czwarty był jego rodak Jaroslav Kahánek, a piąty - Słowak Filip Kafka.